# Nathalie Kosciusko-Morizet
Nathalie Geneviève Marie Kosciusko-Morizet, nota come Nathalie Kosciusko-Morizet e spesso con l'acronimo NKM (Parigi, 14 maggio 1973), è una politica francese, membro dei Repubblicani francesi e ministro durante i governi Fillon II e III.
Membro del Parlamento per la quarta circoscrizione dell'Essonne tra il 2002 e il 2017 e sindaco di Longjumeau dal 2008 al 2013, è stata portavoce di Nicolas Sarkozy durante le elezioni presidenziali del 2012.
Candidata di destra a sindaco di Parigi per le elezioni comunali del 2014, sconfitta da Anne Hidalgo, è stata poi leader dell'opposizione nel Consiglio di Parigi fino al 2017. Si è candidata alle primarie del 2016 di destra e centro, da cui è arrivata quarta con il 2,56% dei voti, poi non è riuscita a essere eletta deputata nella seconda circoscrizione di Parigi nelle elezioni legislative del 2017. Si è dimessa da consigliera di Parigi nel 2018 e si è ritirata dalla vita politica.

## Biografia

### Origini e formazione
Di famiglia polacca, la Kosciusko-Morizet è una discendente del generale Tadeusz Kościuszko e di Lucrezia Borgia. Cresciuta in una famiglia borghese molto attiva in politica (suo nonno fu ambasciatore francese negli Stati Uniti d'America, mentre suo padre fu sindaco di Sèvres), la Kosciusko-Morizet studiò all'École polytechnique e al Collège des Ingénieurs e intraprese l'attività professionale di ingegnere nel settore militare.

### Carriera politica
Avvicinatasi alla politica, aderì all'UMP e all'età di ventinove anni venne eletta nell'Assemblea Nazionale come deputata per il dipartimento dell'Essonne.
Nel marzo del 2008 fu eletta sindaco della città di Longjumeau; nel frattempo era entrata a far parte del governo Fillon II come segretario di stato all'ecologia e svolse contemporaneamente le due funzioni. Ben presto scalò posizioni all'interno del gabinetto e durante il terzo governo Fillon venne nominata ministro dell'Ecologia, dello Sviluppo Sostenibile, dei Trasporti e dell'Edilizia.
La Kosciusko-Morizet lasciò il l'incarico di ministro nel 2012, per divenire portavoce di Nicolas Sarkozy durante le elezioni presidenziali di quell'anno, che tuttavia videro il presidente in carica sconfitto dal socialista François Hollande.
Dopo questa esperienza, la Kosciusko-Morizet annunciò la propria candidatura alla carica di sindaco di Parigi alle elezioni del 2014. Riuscì a vincere la candidatura del suo partito nelle primarie, anche grazie al ritiro della principale avversaria Rachida Dati. Si trovò quindi come principale concorrente, alle elezioni, la candidata socialista Anne Hidalgo, in una competizione che eleggeva per la prima volta una donna sindaco della capitale francese; dopo il primo turno, nel quale la Kosciusko-Morizet era in vantaggio, si andò al ballottaggio, nel quale la Hidalgo prevalse.

### Vita privata
Sposata con Jean-Pierre Philippe, Nathalie Kosciusko-Morizet ha due figli, nati nel 2005 e nel 2009.. Nel marzo 2016, ha annunciato che lei e JP Philippe avevano divorziato di comune accordo.

## Opere
- Les Petits Matins, essai sur la pensée politique, Éditions Ramsay, scritto con Jérôme Peyrat, 2002 ISBN 2-8411-4613-8
- Rapport relatif à la Charte de l'environnement,, La Documentation française, 2004 ISBN 211118375X
- L'homme saura-t-il réparer ce qu'il détruit?, inciso su CD con Dominique Voynet, Frémeaux & Associés, 2008
- Tu viens?, Gallimard, 2009 ISBN 9782070127771
- Une écologie digne de l'homme ? Développement durable et bioéthique, scritto con Pierre d'Ornellas, Salvator, 2010 ISBN 978-2706707865
- Le Front antinational, éditions du Moment, 2011 ISBN 9782354171346